# Mario Leoncini
Mario Leoncini (San Gimignano, 1º luglio 1956) è uno scacchista e scrittore italiano.

## Biografia
Esperto di storia degli scacchi, è maestro nazionale dal 1992. Eletto nel consiglio nazionale della Federazione Scacchistica Italiana nel 1996, dal 2003 ha ricoperto la carica di vicepresidente e dal 2005 al 2012 quella di vicepresidente vicario. Dal 2012 al 2022 è stato presidente del Comitato Regionale Toscano. Dal 2021 è consigliere regionale CONI e membro della giunta della Scuola dello Sport della Toscana, in rappresentanza delle Discipline Sportive Associate.
Tra i suoi scritti, non relativi agli scacchi, i romanzi Norag (1990), i Ribelli di Umaearth (1991), secondo classificato al premio Italia, (Courmayeur, Italcon 1992) e Diario d'estate (2011). In ambito letterario fondò e diresse L'Eterno Adamo dal 1989 al 1991, terza classificata al premio Italia nel settore fanzine nel 1991 e 1992.
Ha collaborato con quotidiani (dal 1989 al 1991 ha tenuto una rubrica sulla Gazzetta di Siena) e con numerose riviste con articoli o rubriche fisse (Arci Dama Scacchi, Contromossa, Due Alfieri, Eteroscacco, Torre & Cavallo). Nel 1978 fondò la rivista Eteroscacco che diresse fino a tutto il 1979, dal 2007 al 2012 è stato direttore di Scacchitalia, la rivista della Federazione Scacchistica Italiana, periodico cui continua a collaborare come coordinatore della Commissione Cultura federale.
Nel 2012 ha contribuito alla realizzazione del documentario spagnolo sulla nascita degli scacchi moderni La Dama del Ajedrez.
Nel 2016 è stato premiato con la Stella di bronzo al merito sportivo dal CONI e nel 2023 con quella d'argento.

## Carriera
Nel 2005 fu tra i protagonisti della scalata alla serie Master della Mens Sana Siena, nel Campionato italiano a squadre. Esperto di scacchi eterodossi ha vinto per sette volte il campionato italiano di scacchi progressivi (1977, 1978, 1979, 1981, 1985, 1990, 1991) e un'olimpiade della specialità (1988).

## Opere
- Manuale di scacchi eterodossi (con Roberto Magari), Tip. Senese, 1980
- Fondamenti di scacchi progressivi (con Giuseppe Dipilato), Macerata, Aise, 1987
- Norag, The Dark Side, 1990
- I ribelli di Umaearth, Chieti, Solfanelli, 1991
- All'ombra della Torre, scacco al Re, Tip. Senese, 1993
- Aneddoti di scacchi, Brescia, Messaggerie Scacchistiche, 2003
- Elementi di strategia negli scacchi, Milano, Phasar, 2004, ISBN 9788887911336
- Partita a scacchi con il morto (con Fabio Lotti), Roma, Prisma, 2004, ISBN 9788872640890
- Sacrifici tattico-strategici nella Siciliana (con Fabio Lotti), Roma, Prisma, 2004
- Re di scacchi (con Fabio Fox Gariani e Diego Vega), Franco Maria Ricci Editore, 2005
- Gli scacchi nelle biblioteche di Siena e provincia, Selecta, Quinto Vicentino, 2005
- Chi ha ucciso il campione del mondo? / Scacchi e crimine (con Fabio Lotti), Roma, Prisma, 2005, ISBN 9788872640913
- A ladro! Storie dal mondo degli scacchi, Roma, Caissa Italia, 2005, ISBN 9788888756325
- La diabolica setta di Caissa / Scacchi e sesso (con Fabio Lotti), Roma, Prisma, 2006, ISBN 9788872640975
- Scacchi da leggere, Lulu, 2007
- Scacchi di Re Artù, Milano, Fratelli Fabbri Editori, 2007
- Il libro degli scacchi, Lulu, 2007
- Matto in due!, Lulu, 2008
- Scaccopoli. Le mani della politica sugli scacchi, Firenze, Phasar, 2008, ISBN 9788887911978
- Gialloscacchi. Racconti di sangue e di mistero (curato con Fabio Lotti e con racconti di Andrea Angiolino, Pelagio D'Afro, Gordiano Lupi, Mauro Smocovich, Elena Vesnaver e altri), Verona, Ediscere, 2008, ISBN 9788888928333
- Giocare a scacchi non è difficile, Milano, ilmiolibro, 2010
- Antiche testimonianze degli scacchi in Toscana (secc. XI-XIV), Lulu, 2010
- Natura simbolica del gioco degli scacchi, 2010
- Diario d'estate, Milano, Ilmiolibro, 2011
- Arcaiche figure a Vico Pancellorum, Napoli, Autorinediti, 2011
- Ottocento anni di scacchi a Siena, Milano, Ilmiolibro, 2012
- L'Italia a scacchi. Guida turistica ai luoghi degli scacchi (con Roberto Cassano), Bologna, Le Due Torri, 2014, ISBN 9788896076453
- La Grande Storia degli Scacchi, Bologna, Le Due Torri, 2020, ISBN 9788885720404
- 100 anni di scacchi (coautore), Le Due Torri, Bologna, 2020, ISBN 9788896076453
- Bobby Fischer, Bologna, Le Due Torri, 2023 (fumetto), disegni di Matteo Nannini, ISBN 9788885720770